# Mody Traoré
Pour les articles homonymes, voir Traoré.
Mody Traoré, né le 14 juillet 1980 à Metz, est un ancien footballeur français.

## Biographie
Mody Traoré est originaire du Sénégal, sélection pour laquelle il a déjà pu honorer le maillot à plusieurs reprises. Il débute comme attaquant à l’UL Plantières dans la banlieue messine. Il rejoint ensuite le club de Magny, club amateur de la banlieue de Metz avant d’intégrer le centre de formation de Nancy en 1997. 
À vingt-et-un ans, il rejoint Valenciennes qui vient d’être relégué en CFA et devient titulaire de l’équipe de l’Escaut comme arrière, mais ça ne l'empêche de gagner son premier titre en 2005 : le championnat de France de National. Le Lorrain suit alors la progression du club nordiste et participe à sa remontée parmi l’élite en 2006 où il fut champion de France de Ligue 2. 
Un de ses frères cadets, Dame Traoré est joueur professionnel dans un club au Qatar, l'Al-Rayyan SC, et Mamadou Traoré, son autre frère, joue à Imphy-Decize (Nièvre) en CFA2.

## Statistiques
| Saison                | Club                  | Championnat           | Championnat | Championnat | Coupe nationale | Coupe nationale | Coupe de la Ligue | Coupe de la Ligue | Total | Total |
| Saison                | Club                  | Division              | M.          | B.          | M.              | B.              | M.                | B.                | M.    | B.    |
| 2000-2001             | Valenciennes FC       | National              | 33          | 2           | -               | -               | -                 | -                 | 33    | 2     |
| 2001-2002             | Valenciennes FC       | CFA                   | -           | -           | 1               | 0               | -                 | -                 | 1     | 0     |
| 2002-2003             | Valenciennes FC       | National              | 23          | 1           | 1               | 0               | -                 | -                 | 24    | 1     |
| 2003-2004             | Valenciennes FC       | National              | 18          | 1           | -               | -               | -                 | -                 | 18    | 1     |
| 2004-2005             | Valenciennes FC       | National              | 22          | 0           | -               | -               | -                 | -                 | 22    | 0     |
| 2005-2006             | Valenciennes FC       | Ligue 2               | 22          | 0           | -               | -               | 1                 | 0                 | 23    | 0     |
| 2006-2007             | Valenciennes FC       | Ligue 1               | 20          | 0           | 2               | 0               | 1                 | 0                 | 23    | 0     |
| 2007-2008             | Valenciennes FC       | Ligue 1               | 25          | 0           | 1               | 0               | 3                 | 1                 | 29    | 1     |
| 2008-2009             | Valenciennes FC       | Ligue 1               | 18          | 0           | 1               | 0               | 1                 | 0                 | 20    | 0     |
| 2009-jan 2010         | Valenciennes FC       | Ligue 1               | 0           | 0           | -               | -               | -                 | -                 | 0     | 0     |
| jan 2010-2010         | AC Ajaccio (prêt)     | Ligue 2               | 13          | 1           | -               | -               | -                 | -                 | 13    | 1     |
| 2010-2011             | Le Havre AC (prêt)    | Ligue 2               | 27          | 0           | 1               | 0               | 3                 | 0                 | 31    | 0     |
| 2011-2012             | Valenciennes FC       | Ligue 1               | 14          | 0           | 1               | 0               | 1                 | 0                 | 16    | 0     |
| 2012-2013             | Valenciennes FC       | Ligue 1               | 1           | 0           | -               | -               | 1                 | 0                 | 2     | 0     |
| Total sur la carrière | Total sur la carrière | Total sur la carrière | 236         | 5           | 8               | 0               | 11                | 1                 | 255   | 6     |

## Palmarès
- Champion de France de National en 2005 avec Valenciennes
- Champion de France de Ligue 2 en 2006 avec Valenciennes

## Note et référence
1. ↑  « Fiche de Mody Traoré », sur footballdatabase.eu